# Kølstrup Sogn
Kølstrup Sogn er et sogn i Kerteminde-Nyborg Provsti (Fyens Stift).
I 1800-tallet var Kølstrup Sogn et selvstændigt pastorat, men det dannede sognekommune sammen med Agedrup Sogn. Begge sogne hørte til Bjerge Herred i Odense Amt. Deres sognekommune blev senere delt, så hvert sogn havde sin egen sognekommune. Kølstrup blev ved kommunalreformen i 1970 indlemmet i Kerteminde Kommune.
I Kølstrup Sogn ligger Kølstrup Kirke.
I sognet findes følgende autoriserede stednavne:
- Degneløkker (bebyggelse)
- Fiskerhuse (bebyggelse)
- Galgehuse (bebyggelse, ejerlav)
- Geelsskov (bebyggelse, ejerlav)
- Hundslev (bebyggelse, ejerlav)
- Hundslev Nymark (bebyggelse)
- Kejrup (ejerlav, landbrugsejendom)
- Kertinge (bebyggelse, ejerlav)
- Kølstrup (bebyggelse, ejerlav)
- Ladby (bebyggelse, ejerlav)
- Ulriksholm (ejerlav, landbrugsejendom)